# حسين داي (بلدية)
مدينة جزائرية تابعة لولاية الجزائر هي بلدية ومقر دائرة وتقع بالتحديد وسط العاصمة
ومن أهم وأكبر أحياء المدينة : المقارية، حي عميروش، حي الإقامة، حي البحر والشمس، حي بروسات، حي فوبون ''VAUBAN'' و شارع طرابلس
و تعتبر مدينة حسين داي من أرقى المدن الجزائرية . حيث تعتبر أكثر مدينة معروفة على مد البلاد، وهذا عائد إلى كثرة توافد سكان الجزائر بأكملها في هذه المدينة
و رفاهية شاطئها (الصابلات) لتوفره للعديد من الامكانيات التي تجلب السياح اليه
كما يعرف سكان هذه البلدية بلهجتهم المتميّزة وهي اللهجة العاصمية القديمة والذي انبثقت من القصبة وهذا عائد لاحتكاك الاحياء الشعبية على مد الشريط الساحلي ( الحراش - حسين داي - بلوزداد - سيدي امحمد - الجزائر الوسطى - القصبة - باب الوادي - بولوغين الخ )
كما يلقب سكان هذه المدينة ب الدايات استنادا لتسمية المدينة على اسم اخر دايات الجزائر 
بلديات الدائرة: الحامة-العناصر، حسين داي، القبة، المقارية
- عدد سكان الدائرة في 2006 358,814ن
- عدد سكان البلدية في 2006 82000 ن
- الرمز البريدي 16040

## جغرافيا
|          | البحر الأبيض المتوسط |         |
| المحمدية | إسم ؟                | بلوزداد |
| المقارية | القبة                | القبة   |

## المحطة البرية
يتضمن إقليم هذه البلدية مقر المحطة البرية للخروبة التي هي المحطة الرئيسية للنقل البري في ولاية الجزائر.

## الوديان
يتضمن إقليم هذه البلدية العديد من الوديان منها:
- وادي الحراش

## الشواطئ
تحتضن هذه البلدية العديد من الشواطئ البحرية:
- شاطئ الصابلات

## أعلام
- محمد الأمين دباغين
- حسيبة عبد الرؤوف
- عبد العزيز بن طيفور
- خير الدين زرابي
- شريف عبد السلام
- محمد بوراس

## مواضيع ذات صلة
- تاريخ ولاية الجزائر
- بلديات ولاية الجزائر
- دوائر ولاية الجزائر